# Простір-час

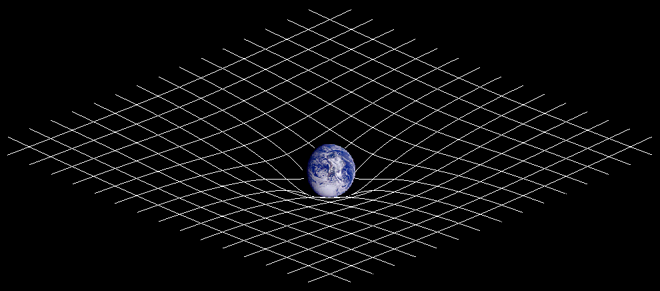
Двовимірна ілюстрація викривлення простору-часу поблизу масивного тіла

Про́стір-час — у фізиці, фундаментальна система координат, що повністю визначає взаєморозташування об'єктів і подій як у просторовому сенсі, так і в хронологічному.
Положення будь-якої події в просторі-часі відносно спостерігача задається чотирма величинами з розмірністю довжини: ct, x, y, z, де c — швидкість світла, t — час, а решту величин задають місце події.
Точки простору-часу називаються світовими точками. Руху частинки в просторі-часі відповідає лінія, яку називають світовою лінією.
Віддаль між світовими точками задається просторово-часовим інтервалом.
Координати ct, x, y, z зв'язані з певною системою відліку, а при переході від однієї системи відліку до іншої перетворюються як компоненти 4-вектора. Система відліку не обов'язково повинна бути інерційною. В полі гравітації багатьох тіл інерційну систему відліку вибрати неможливо. Тому простір-час викривлений. На великій віддалі від масивних тіл це викривлення незначне, поблизу таких тіл ним нехтувати не можна.
Загалом властивості простору-часу описуються метричним тензором. Метричний тензор повинен задовольняти основним рівнянням загальної теорії відносності — рівнянням Ейнштейна.

## Простір-час у фізиці Арістотеля
Фізика Арістотеля є історично першою сформованою системою принципів руху тіл і світобудови. Вона спирається на наївне і інтуїтивне сприйняття всесвіту. У Арістотеля простір і час є абсолютно незалежними один від одного. Також, простір вважався ним нескінченно подільним і нескінченно протяжним. Таким чином, простір-час Арістотеля є декартовим добутком тривимірного евклідового простору і одновимірного часу — кожну подію можна позначити чотирма числами, координатами у просторі і моментом часу, коли вона відбулася.
Іншою важливою особливістю простору-часу Арістотеля є прив'язаність його до матерії. Арістотель не визнавав можливість існування вакууму, і тому стверджував, що простір існує лише там, де існує матерія.

## Простір-час у теорії Ньютона
У фізиці Ньютона простір є вмістилищем об'єктів, незмінним, однорідним і ізотропним. Час також є абсолютним, незмінним і однорідним. Втім, у фізиці Ньютона виконується принцип інерції Галілея, тобто, системи відліку, що рухаються рівномірно і прямолінійно неможливо відрізнити від нерухомих. Це вносить сильні зміни у структуру простору-часу порівняно з системою Арістотеля. Адже, на відміну від неї, у системі Ньютона неможливо сказати, чи дві події, що відбулися в різний час, сталися в одній точці простору, чи ні. Відповідь на це питання буде залежати від того, з якою швидкістю рухалася система відліку. При цьому, щодо точок простору, які належать одному і тому ж моменту часу таке питання має сенс і відповідь. Таким чином, простір-час більше не може описуватись як декартів добуток евклідових простору і часу, а стає більш складною структурою, що називається галілеєвим простором.
Галілеїв простір має наступні властивості:
- Він є 4-вимірним афінним простором.
- Існує відображення цього простору на множину дійсних чисел — час, тобто, кожній події можна зіставити деяке дійсне число, що позначає момент часу, в який вона відбулася. Всі точки 4-вимірного простору, яким відповідає один і той самий час називаються простором одночасних подій.
- Між подіями, що лежать у одному просторі одночасних подій можна задати скалярну відстань, що робить його тривимірним евклідовим простором. Між подіями, що відбулися в різний час можна визначити лише часовий інтервал, але не просторовий.

Такий простір можна розглядати як розшарування з базою {\displaystyle \mathbb {E} _{1}}(часова вісь) і шаром {\displaystyle \mathbb {E} _{3}}(просторові осі) або псевдоевклідів простір з дефектом 1.
Простір Галілея є симетричним відносно перетворень Галілея — такі перетворення зберігають його структуру. Сукупність перетворень Галілея утворюють групу Галілея .

## Простір-час у спеціальній теорії відносності
У спеціальній теорії відносності зв'язок між простором і часом є більш безпосереднім, а час перестав бути абсолютним. Швидкість плину часу і просторова протяжність у СТО залежить від швидкості системи відліку. Ця залежність може бути виражена через перетворення Лоренца:
{\displaystyle x'={\frac {x-Vt}{\sqrt {1-{\frac {V^{2}}{c^{2}}}}}},\quad y'=y,\quad z'=z,\quad t'={\frac {t-(V/c^{2})x}{\sqrt {1-{\frac {V^{2}}{c^{2}}}}}}},
де штрихами позначаються координати і тривалості у системі спостереження, що рухається зі швидкістю V вздовж осі Х.
Перетворення Лоренца фактично є обертаннями у 4-вимірному просторі, при якому просторові координати і часові переходять одна в одну, подібно до того як обертання у двовимірному просторі перетворює координату x на y .
Простір-час є 4-вимірним псевдоевклідовим простором, тобто на ньому визначена метрика (відстань), але розраховується вона не звичайним евклідовим способом (s²=(x-x0)²+(y-y0)²+(z-z0)²). Відстань у просторі-часі СТО називається інтервалом і дорівнює
{\displaystyle s^{2}=c(t-t_{0})^{2}-(x-x_{0})^{2}+(y-y_{0})^{2}-(z-z_{0})^{2}},
де {\displaystyle c} — швидкість світла. Для роботи зі СТО зазвичай використовують природну систему одиниць у якій c=1, щоб прибрати цей множник.
Псевдоевклідів простір з такою метрикою називається простором Мінковського. Інтервал зберігається при перетвореннях Лоренца. Такі перетворення утворюють групу обертань у 4-вимірному просторі-часі, що називається групою Лоренца. Разом з трансляційними перетвореннями вона входить у групу Пуанкаре, яка є повною групою симетрії для простору Мінковського.
У більш ранніх роботах іноді зустрічається інший підхід до опису простору-часу. Задля збереження евклідовості, час виписувався в уявних одиницях, що дозволяє задати метрику звичним чином. Зараз такий підхід не рекомендується.
Точки простору-часу називають подіями або світовим точками, а криві, які представляють рух частинок — світовими лініями. Інтервал уздовж кривої отримується інтегруванням уздовж кривої елементу інтервалу {\displaystyle ds}
{\displaystyle s_{01}=\int _{l_{2}}^{l_{1}}ds=\int _{l_{2}}^{l_{1}}{\sqrt {g_{ij}dx^{i}dx^{j}}}=\int _{l_{2}}^{l_{1}}{\sqrt {g_{ij}{\frac {dx^{i}}{dl}}{\frac {dx^{j}}{dl}}}}\,dl,}
де {\displaystyle dl} — однорідний параметр уздовж кривої.
Інтервали поділяються на часоподібні (з дійсною довжиною), світлоподібні (з нульовою довжиною) і простороподібні (з уявною довжиною). У СТО постулюється гранична максимальна швидкість передачі інформації (що дорівнює швидкості світла), тому, якщо інтервал між двома подіями простороподібний, то вони не можуть бути пов'язані причинно-наслідковими зв'язками.
Варто зазначити, що у СТО втрачається поняття про простір одночасних подій — хоча для кожної події можна вказати «одночасні» з нею (ці події будуть розташовані на світловому конусі), такі події не будуть одночасні між собою.
Для позначення векторів й точок з простору {\displaystyle \mathbb {R} ^{3}} використовується жирний шрифт. Будь-який вектор {\displaystyle {\textbf {v}}\in \mathbb {R} ^{3},} розглядуваний у точці {\displaystyle {\textbf {r}}=(x,y,z)} у момент часу {\displaystyle t,} вважається канонічно імерсійованим у
{\displaystyle T_{p}\mathbb {R} ^{4}\cong \mathbb {R} ^{3}\times \mathbb {R} }
у вигляді 4-вектора {\displaystyle ({\textbf {v}},0),} де {\displaystyle p=({\textbf {r}},t)=(x,y,z,t)}.
Метричний тензор у просторі Мінковського має вигляд
{\displaystyle g_{ij}=\eta _{ij}={\begin{pmatrix}-1&0&0&0\\0&1&0&0\\0&0&1&0\\0&0&0&1\end{pmatrix}}=g^{ij},\quad \quad (i,j=0,1,2,3).}

## Простір-час у загальній теорії відносності

### Викривлення
У спеціальній теорії відносності простір і час можуть змінюватися в залежності від швидкості руху системи відліку, проте вони лишаються однорідними — властивості простору і часу у кожній точці однакові. У загальній теорії відносності це не так.
Слабкий принцип еквівалентності постулює рівність гравітаційної і інертної мас. Завдяки цьому, тіла рухаються у гравітаційному полі незалежно від їх власної маси і природи. Це пояснюється тим, що цей рух викликаний властивостями самого простору-часу, а не тіл, що у ньому рухаються.
У ЗТВ система відліку що рухається з прискоренням майже не відрізняється від тієї, що рухається у однорідному гравітаційному полі. Проте деякі відмінності існують — поля, що виникають через прискорений рух тіл не зникають на нескінченності, на відміну від «справжніх» гравітаційних полів. Також, що більш важливо, «справжні» гравітаційні поля не можна повністю прибрати вибором іншої системи відліку. Єдине що можливо зробити — прибрати їх локально, на невеликій ділянці простору-часу, достатньо малій, щоб поле на ній вважалося однорідним, вибравши систему відліку, що перебуває у стані вільного падіння на цій ділянці.
Про матеріальну точку, що рухається у гравітаційному полі тільки під впливом цього поля кажуть, що вона рухається по геодезичній лінії. Важливо пам'ятати, що під рухом мається на увазі саме рух у 4-вимірному просторі, а не у 3-вимірному. Кривина геодезичних ліній у 4-вимірному просторі відповідає кривині самого простору-часу. Під кривиною геодезичної лінії мається на увазі швидкість сходження двох близькорозташованих геодезичних ліній (у другому порядку величини).
Щоб повністю описати форму простору у кожній точці, одного числа (кривини) недостатньо. Для цього використовують спеціальний об'єкт, метричний тензор (зазвичай позначається як {\displaystyle g_{\alpha \beta }}). Це симетричний тензор другого рангу з сигнатурою {\displaystyle (-+++)} що є узагальненням скалярного добутку векторів. У викривленому просторі-часі скалярний добуток 4-векторів u i v дорівнює:
{\displaystyle \mathbf {u} \cdot \mathbf {v} ={\mathit {u}}^{\alpha }{\mathit {v}}^{\beta }g_{\alpha \beta }}.
У випадку плаского простору метричний тензор збігається з метричним тензором для звичайного простору Мінковського ({\displaystyle g_{00}=-1,g_{11}=g_{22}=g_{33}=1}).
Простір у ЗТВ викривляється під дією матерії, що у ньому знаходиться. Рівняння Ейнштейна описує зв'язок між матерією, що задається у вигляді тензору енергії-імпульсу (позначається {\displaystyle T_{\alpha \beta }}) і викривленням простору, який вона створює. Тензор енергії-імпульсу залежить не лише від густини матерії-енергії в даній точці (ця густина є лише однією з компонент тензора, T00), а також від тиску, механічної напруги, густини імпульсу і потоку імпульсу. Повне врахування всіх цих компонент є важливим для правильних підрахунків поводження матерії у екстремальних умовах, наприклад для визначення межі Оппенгеймера — Волкова, верхньої границі маси нейтронних зір. Для звичних нам полів викривлення є дуже слабким. Для звичайних планет і зірок викривлення простору-часу біля поверхні можна оцінити як відношення гравітаційного радіусу об'єкта до його реального радіусу. Наприклад, для простору-часу навколо Землі метричний тензор відрізняється від тензору для простору Мінковського менше ніж на одну мільярдну.
Сам простір-час у ЗТВ описується як Ріманів многовид з локально псевдоевклідовою метрикою.
Загальна теорія відносності є наразі найбільш підтвердженною і точною теорією гравітації, а отже і найбільш точною моделлю простору-часу.

### Гравітаційні хвилі
Деякі з рішень рівнянь Ейнштейна описують викривлення простору-часу у вакуумі. Це можуть бути стаціонарні рішення, наприклад метрика Шварцшильда для сферично-симетричної чорної діри, але існують і нестаціонарні розв'язки. Такі розв'язки, що описують змінні в часі гравітаційні поля можна розуміти як хвилі в тканині простору-часу, що розповсюджуються зі швидкістю світла. Це явище носить назву гравітаційних хвиль. Гравітаційні хвилі змінюють геометрію простору-часу — перетворюють кола на еліпси (зберігаючи їх площу).
Найбільш потужні зафіксовані гравітаційні хвилі утворюються при злитті нейтронних зір або чорних дір.

### Космологічні аспекти
У масштабах Всесвіту матерія розподілена однорідно і ізотропно, тому можна записати рівняння Ейнштейна, що описує простір-час на космологічних масштабах. Таке рівняння було вперше записане і розв'язане Олександром Фрідманом. Найважливішим наслідком рівнянь Фрідмана — нестаціонарність Всесвіту. Середня густина Всесвіту не може бути незмінною в часі — він має або розширюватись, або стискатись. Експериментальні дані, такі як космологічний червоний зсув, реліктове випромінювання та інші вказують на перший варіант: Всесвіт розширюється. Це, в свою чергу, означає, що в минулому густина Всесвіту була більшою ніж зараз, а в якийсь момент часу вона була дуже великою — вся матерія Всесвіту була зосереджена в одній точці, або ж, принаймні, в дуже невеликому об'ємі. Сучасні моделі еволюції Всесвіту передбачають, що цей момент часу стався приблизно 13,77±0,04 млрд років тому.
Зараз Всесвіт продовжує розширюватися. Варто пам'ятати, що під розширенням мається на увазі не лише рух галактик у просторі, але і розширення самого простору. Завдяки цьому, на таке розширення не діють звичайні обмеження СТВ — точки, що знаходяться достатньо далеко від спостерігача віддаляються від нього зі швидкістю більшою, за швидкість світла. Відповідно, радіус доступного для спостережень Всесвіту теж значно більший за 13,7 млрд світлових років — він дорівнює близько 44 млрд світлових років. Для опису відстаней у космології часто використовують супутні координати, що не залежать від розширення простору.
Коли Ейнштейн вперше зрозумів, що Всесвіт, що описується його рівняннями не може бути стаціонарним, він спробував вирішити ситуацію, додавши член, що описує відштовхування між тілами, так звану космологічну сталу, позначивши її грецькою літерою {\displaystyle \Lambda }. За його думкою, таке відштовхування мало б компенсувати притягання, і дозволити зберегти великомасштабну незмінність Всесвіту у часі. Втім, скоро стало зрозуміло, що рівновага, що досягається таким чином — нестійка, а отже не вирішує проблеми. Невдовзі після цього Габбл опублікував свої дані по вимірюванню червоного зміщення, які вказували на розширення всесвіту, і Ейнштейн відмовився від ідеї всесвітнього відштовхування. Майже все 20 століття космологічна стала вважалася помилкою Ейнштейна і не включалася у моделі Всесвіту. У 1990-их роках стало зрозуміло, що Всесвіт розширюється з прискоренням (останні 5 млрд років, до того швидкість його розширення зменшувалася). Компонент Всесвіту, що відповідає за це прискорене розширення назвали темною енергією, і виявилося, що космологічна стала добре описує її дію.
Космологічна стала має дуже мале значення, порядка 1,15·10−9 Дж/м³, а відштовхування, що вона описує, прямо пропорційне відстані. Через це, на дистанціях, менших за галактичні, космологічне відштовхування практично неможливо зафіксувати, проте у масштабах Всесвіту воно домінує. Темна енергія, за даними телескопу Planck становить 68 % від маси Всесвіту.
Моделі Фрідмана також передбачають, що Всесвіт загалом може мати кривину, причому ця кривина є постійною в усіх точках. Це означає, що форма Всесвіту може мати додатну кривину, і мати форму гіперсфери і геометрію Рімана, або від'ємну кривину, і мати форму 4-гіперболоїда і гіперболічну геометрію. Також, кривина Всесвіту на великих масштабах може бути нульовою, і тоді він має плоску форму і звичайну евклідову геометрію простору. Вибір того варіанту, що реалізується, залежить від середньої густини Всесвіту — якщо вона менша за критичну густину, що становить близько 10−29 г/см³ і розраховується як {\displaystyle \rho _{c}=3H^{2}/(8\pi G)} (де H — стала Габбла), то кривина простору від'ємна, якщо більша — то додатна. Згідно експериментальних даних, густина Всесвіту дуже близька до критичної, тобто простір є плоским. З огляду на те, що кривина простору зростає з часом, це означає, що на ранніх етапах життя Всесвіту його густина надзвичайно точно збігалася з критичною. Цей збіг пояснюється у теорії космологічної інфляції.

### Тетрадний формалізм
Є методом опису властивостей просторово-часового многовиду посередництвом ортонормованих реперів (тетрад). Поле тетрад {\displaystyle e_{a}^{\alpha }} (латинські літери позначають номер вектора, грецькі — номер компоненти й змінюються від 0 до 3) підпорядковуються умові
{\displaystyle e_{a}^{\alpha }e_{b\alpha }=\eta _{ab},\quad \quad e_{a\alpha }e_{\beta }^{a}=g_{\alpha \beta },}
де {\displaystyle \eta _{ab}=\mathrm {diag} (1,-1,-1,-1),} a {\displaystyle g_{\alpha \beta }} — компоненти метрики простору-часу. Підняття й опускання латинських індексів здійснюються за допомогою постійного метричного тензора із компонентами {\displaystyle \eta _{ab}.} Властивості перетворень тетрад {\displaystyle e_{\alpha }^{a}} відображають принципи коваріантності відносно перетворень координат й локальної лоренцевої інваріантності у загальній теорії відносності.

## Простір-час у Новій фізиці

### Додаткові виміри

#### Компактифіковані виміри

Простір Калуци-Клейна

Вперше ідея багатовимірного простору часу з'явилася у роботі Гуннара Нордстрьома як антиципація загальної теорії відносності у форма скалярної теорії гравітації як складової частини максвеллівської електродинаміки у п'ятивимірному просторі. Ця ідея була розвинута Теодором Калуцею й Оскаром Клейном (теорія Калуци-Клейна). Важливим моментом у їх теорії було якісне пояснення того, що додаткові виміри за умови їх компактифікації на деякому масштабі, є неспостережуваними в області малих енергій, які знаходяться нижче цього масштабу.
У масштабі енергій {\displaystyle E<1/L} (де L — масштаб компактифікації додаткових вимірів), навіть перший масивний рівень спектра з теорії Клейна-Клауці не може бути збудженим й відповідний компактний вимір є неспостережуваним. Тому додаткові виміри достатньо малого розміру є невидимими для спостерігача, обмеженого згори по шкалі енергій. Оскільки у перших багатовимірних супергравітаційних теоріях масштаб компактифікації припускався планківським ({\displaystyle L\sim 1/M_{p}\sim 10^{-33}} см), пряме спостереження додаткових вимірів було можливим лише за планківського масштабу енергії ({\displaystyle M_{p}\sim 10^{19}} ГеВ), що автоматично забезпечувало ефективну чотиривимірність планківської фізики.

Простір Калабі-Яу

У теорії струн використовують також тривимірні (які мають дійсну розмірність 6) многовиди Калабі-Яу, які представляються шаром компактифікації простору-часу, так що кожній точці чотиривимірного простору відповідає простір Калабі-Яу.
Многовид Калабі-Яу є компактним келеровим многовидом {\displaystyle M} із першим класом Чженя {\displaystyle c_{1}^{\mathbb {Z} }(M)=0.}

#### Брани

Компактифікація простору-часу, де калібрувальні поля матерії, які асоціюються із кінцями відкритих струн, чотиривимірними об'єктами, локалізованими на D3-бранах. Гравітон як низькоенергетичне наближення замкненої струни може розповсюджуватися у багатовимірному об'ємі.

Окрім картини Клауци-Клейна існує концепція багатовимірності, заснована на локалізації матерії на чотиривимірних підмноговидах — бранах, занурених у багатовимірний об'єм. Головна відмінність такого підходу полягає у тому, що на відміну від поля гравітації, яке вільно розповсюджується у багатовимірному об'ємі, звичайні поля матерії локалізовані на бранах й на фундаментальному рівні є чотиривимірними, а не багатовимірними об'єктами. За цих умов можлива локалізація багатовимірного гравітаційного поля на бранах, яке у низькоенергетичній області стає ефективно чотиривимірним, не дивлячись на макроскопічну або навіть нескінченну протяжність додаткових вимірів. Однак ньютонівська гравітаційна стала {\displaystyle G_{4}} (або планківський масштаб квантової гравітації {\displaystyle M_{p}^{2}=G_{4}^{-1}}) перестає бути фундаментальною величиною й починає визначатися комбінацією фундаментальної D-вимірної гравітаційної сталої {\displaystyle G_{D}} й масштабом додаткового виміру {\displaystyle L}.
Така картина слідує з низькоенергетичної теорії суперструн, у якій брани виникають як зв'язані стани ({\displaystyle Dp}-брани) відчинених струн. Вони є {\displaystyle p+1}-вимірними часоподібними поверхнями, на яких локалізовані кінці відкритих струн. Оскільки кінці відкритих струн несуть на собі калібрувальні поля, останні на фундаментальному рівні є ({\displaystyle p+1})-вимірними об'єктами, які знаходяться на бранах. Це пояснює чому калібрувальні поля не знаходяться у об'ємі й не мають патернів Клауци-Клейна.
Замкнені струни, які описують поле спіну 2, можуть вільно розповсюджуватися у об'ємі, а відповідно, дозволяють вільне розповсюдження десятивимірних гравітонів. У низькоенергетичній теорії суперструн існують також скалярне поле дилатону й поля форм, які знаходяться у 10-вимірному просторі.

### Просторово-часова піна
Поєднання загальної теорії відносності і квантової механіки — задача, що досі не вирішена. Квантова гравітація передбачає, що на надзвичайно малих масштабах, порядку 10−33 см, коливання метрики простору-часу можуть бути надзвичайно великими — настільки великими, що сама топологія простору може змінюватись, у ньому можуть з'являтися і зникати кротовини, бульбашки тощо. Зафіксувати такі зміни метрики безпосередньо поки що неможливо, проте вже зараз існують обмеження згори на розмір таких флуктуацій.

### Док. фільми
- «Крізь кротовину»